# Alfoz de Bricia
Alfoz de Bricia – gmina w Hiszpanii, w prowincji Burgos, w Kastylii i León, o powierzchni 52,14 km². W 2011 roku gmina liczyła 87 mieszkańców.